# Садыгова, Назакет Шамиль кызы
Назакет Шамиль кызы Садыгова (азерб. Nəzakət Şamil qızı Sadıqova; род. 1949, Баку, Азербайджанская ССР) — советский азербайджанский врач. Депутат Верховного Совета СССР 11-го созыва (1984—1989), народный депутат СССР (1989—1991).

## Биография
Родилась в 1949 году в городе Баку, столице Азербайджанской ССР.
В 1974 году окончила Азербайджанский государственный медицинский институт имени Наримана Нариманова.
Начала трудовую деятельность в 1967 году учительницей музыки в детском саду. В 1974—1980 годах — врач-педиатр детской больницы № 3 города Баку.
С 1980 года — заведующая детской консультации Сабирабадской объединённой детской больницы, с 1990 года — главный врач Сабирабадской районной детской поликлиники. Приложила большие усилия для улучшения условий в районных детской больнице и поликлинике, обеспечивала высокое качество медицинских услуг детям трудящихся. Уделяла особое внимание своевременному проведению профилактических мероприятий в районе, что привело к значительному уменьшению заболеваемости инфекционными и паразитарными заболеваниями среди детей.
Активно участвовала в общественно-политической жизни республики и Советского Союза. Состояла в КПСС. Избиралась депутатом Совета Национальностей Верховного Совета СССР 11-го созыва от Сабирабадского избирательного округа № 216 Азербайджанской ССР, в 1989 году избрана народным депутатом СССР от этого же округа.
Проживает в городе Сабирабад Сабирабадского района Азербайджана.